# Ferry Sonneville

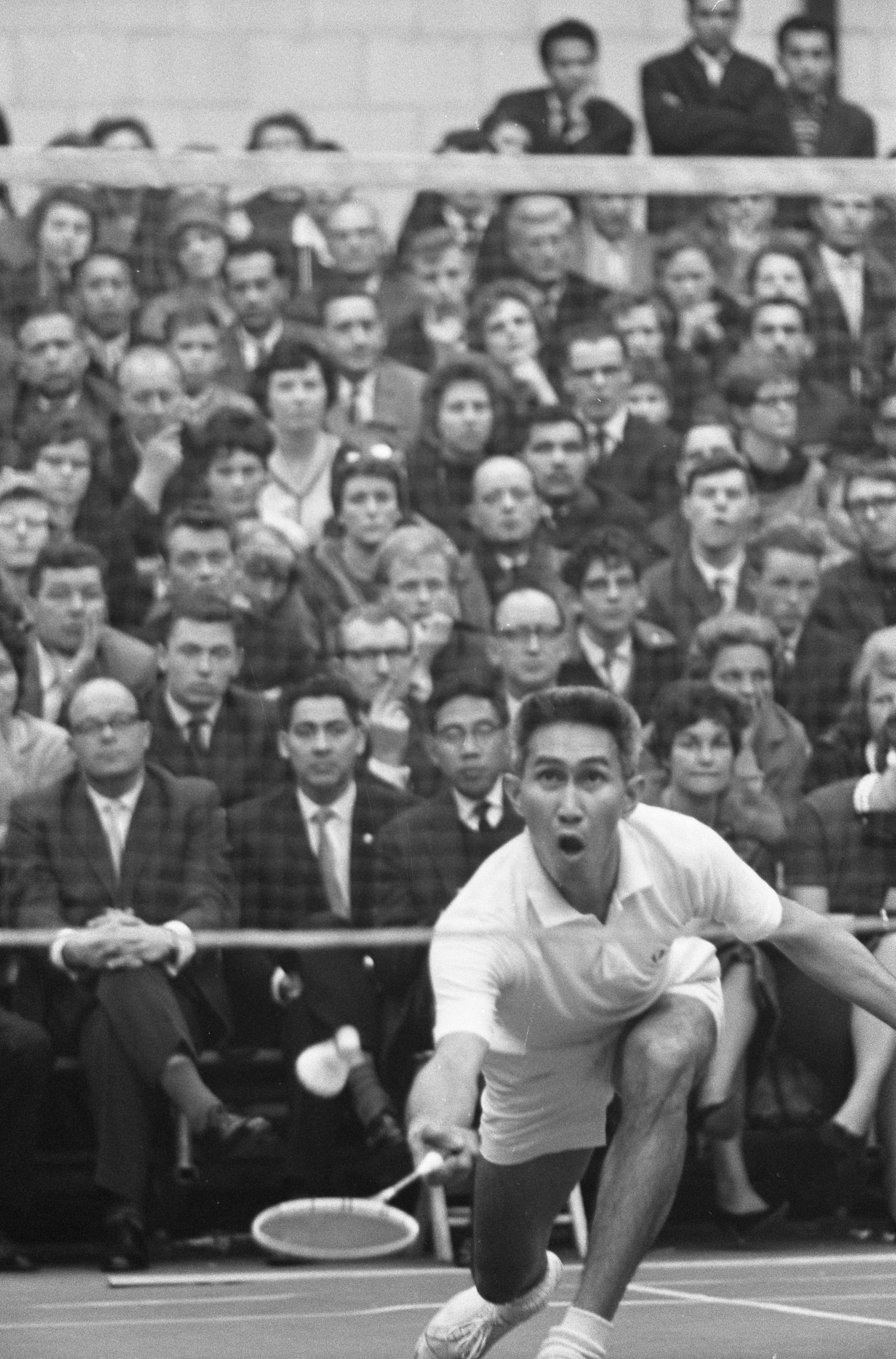
Ferry Sonneville 1962

Ferdinand Alexander „Ferry“ Sonneville (* 3. Januar 1931 in Jakarta; † 20. November 2003 ebenda) war ein indonesischer Badmintonspieler und -funktionär.

## Karriere
Ferry Sonneville war ab Mitte der 1950er Jahre ein Jahrzehnt lang einer der weltbesten Spieler im Badmintonsport. 1955 gewann er bei den Malaysia Open seinen ersten internationalen Titel, gefolgt von den Siegen bei den Dutch Open, German Open und French Open. Bei den All England 1959 unterlag er im Finale seinem Landsmann Tan Joe Hok. Drei Jahre später erkämpfte er sich bei den Asienspielen Bronze. Nach Erfolgen 1962 in Kanada und den USA gastierte er 1963 auch hinter dem eisernen Vorhang in der DDR beim Internationalen Federballturnier in Tröbitz. Ein weiterer Anlauf auf den All-England-Titel endete im gleichen Jahr erneut im Finale.
Nach dem Ende seiner sportlichen Karriere belegte er zahlreiche Funktionen. Unter anderem war er Präsident der FIABCI (1995–1996), Präsident der International Badminton Federation (1971–1974) und Chairman des Advisory Council of International Executive Corps für Indonesien (1981–1997). Für seine Verdienste wurde er mehrfach geehrt, unter anderem mit dem Satya Lencana Kebudayaan (1961), dem Tanda Jasa Bintang RI Kelas II (1964) und der Ehrenmedaille der FIABCI (Melbourne, 1988).

## Sportliche Erfolge
| Veranstaltung                               | Saison    | Disziplin    | Platz | Name                                          |
| ------------------------------------------- | --------- | ------------ | ----- | --------------------------------------------- |
| Malaysia Open                               | 1955      | Herreneinzel | 1     | Ferry Sonneville                              |
| German Open                                 | 1955/1956 | Mixed        | 3     | Ferry Sonneville / Inger Kjærgaard            |
| German Open                                 | 1955/1956 | Herreneinzel | 2     | Ferry Sonneville                              |
| Dutch Open                                  | 1956      | Herreneinzel | 1     | Ferry Sonneville                              |
| German Open                                 | 1956/1957 | Herrendoppel | 2     | Arne Rasmussen / Ferry Sonneville             |
| German Open                                 | 1956/1957 | Herreneinzel | 2     | Ferry Sonneville                              |
| French Open                                 | 1957      | Herrendoppel | 1     | David Choong / Ferry Sonneville               |
| French Open                                 | 1957      | Herreneinzel | 1     | Ferry Sonneville                              |
| German Open                                 | 1957/1958 | Herreneinzel | 1     | Ferry Sonneville                              |
| Dutch Open                                  | 1958      | Herreneinzel | 1     | Ferry Sonneville                              |
| All England                                 | 1959      | Herreneinzel | 2     | Ferry Sonneville                              |
| German Open                                 | 1959/1960 | Herreneinzel | 1     | Ferry Sonneville                              |
| French Open                                 | 1960      | Herreneinzel | 1     | Ferry Sonneville                              |
| French Open                                 | 1960      | Mixed        | 1     | Ferry Sonneville / Yvonne Theresia Sonneville |
| Dutch Open                                  | 1960      | Herreneinzel | 1     | Ferry Sonneville                              |
| German Open                                 | 1960/1961 | Herreneinzel | 1     | Ferry Sonneville                              |
| Dutch Open                                  | 1961      | Herreneinzel | 1     | Ferry Sonneville                              |
| Canadian Open                               | 1962      | Herreneinzel | 1     | Ferry Sonneville                              |
| Dutch Open                                  | 1962      | Herreneinzel | 1     | Ferry Sonneville                              |
| US Open                                     | 1962      | Herreneinzel | 1     | Ferry Sonneville                              |
| Asienspiele                                 | 1962      | Herreneinzel | 3     | Ferry Sonneville                              |
| German Open                                 | 1962/1963 | Mixed        | 2     | Sonneville / Sonneville                       |
| Internationales Federballturnier in Tröbitz | 1962/1963 | Herrendoppel | 1     | Ferry Sonneville / Göran Wahlqvist            |
| Internationales Federballturnier in Tröbitz | 1962/1963 | Herreneinzel | 1     | Ferry Sonneville                              |
| All England                                 | 1963      | Herrendoppel | 2     | Ferry Sonneville / Tan Joe Hok                |